# Daisy Tourné
Daisy Tourné Valdez (Montevideo, 17 de marzo de 1951-Montevideo, 19 de noviembre de 2022) fue una maestra, fonoaudióloga y política uruguaya. Fue la primera  mujer en el ejercer el cargo de Ministra del Interior en su país entre el año 2007 y 2009. En su trayectoria parlamentaria trabajó en temáticas vinculadas al género, infancia, seguridad ciudadana, nuevas tecnologías y legislación laboral.

## Biografía
Única hija del matrimonio de María Obdulia Valdez y Pedro César Tourné, hermano del exsenador nacionalista Uruguay Tourné.
Concurrió a la Escuela Experimental de Malvín y al Liceo N.º 10 Dr. Carlos Vaz Ferreira, que en esa época se encontraba localizado frente a la Playa Brava. Apenas terminado el liceo ingresa a los Institutos Normales y cursa la carrera de maestra de educación primaria. Unos años después, ya recibida de maestra, ingresa a la Escuela Universitaria de Tecnología Médica y cursa la carrera de Licenciatura en Fonoaudiología.
Se integra a la militancia política siendo estudiante, coincidentemente con la fundación del Frente Amplio en 1971. Desde allí permanece integrada al Partido Socialista del Uruguay.
Trabaja más de 20 años como maestra en escuelas de contexto crítico y como fonoaudióloga en el INAU. Se especializa en educación popular y comienza a involucrarse en proyectos de formación sindical en el proceso de refundación del Movimiento Sindical Uruguayo.
A su vez participa activamente en la reorganización del sindicato de maestras y maestros (Federación Uruguaya del Magisterio) del cual resulta elegida dirigente en la salida de la dictadura. Durante varios años ocupa cargos en la dirección de su sindicato y en el Secretariado Ejecutivo del PIT-CNT.
Continúa sus estudios y cursa la carrera de Psicóloga Social (Enrique Pichón-Rivière) en la Escuela de Psicología Social de Montevideo. A su vez se integra al equipo docente de la Escuela de Funcionarios del INAME que genera la carrera de Educador Social en el Uruguay.

## Cargos públicos
En el Partido Socialista es electa miembro de su Comité Central y milita activamente en el Departamento Sindical y en la primera agrupación de Mujeres Socialistas que impulsan los temas de género y las ideas feministas.
Es candidata a diputada por primera vez en el año 1989. Resulta elegida en 1994, siendo la primera mujer integrante del Partido Socialista del Uruguay en ser electa diputada titular, y ha sido reelecta hasta la actualidad (período 2010-2015).
El 1 de marzo del 2007, el presidente de Uruguay, Tabaré Vázquez, ante la renuncia del ministro del Interior, José Díaz, anuncia que la persona que lo sustituirá es la diputada Tourné junto con el nuevo viceministro Ricardo Bernal, quien como curiosidad, es el primer policía en ocupar un cargo de tal investidura. La asunción de Tourné al frente de la cartera (de la que es la primera mujer titular) se dio el día 8 de marzo de 2007.
El 5 de junio de 2009 se produce su renuncia al Ministerio del Interior como consecuencia de polémicas declaraciones contra la oposición y legisladores del Frente Amplio en un acto de campaña política. El vicepresidente Nin Novoa afirmó que dicha renuncia fue solicitada por el presidente Vázquez, mientras que un comunicado oficial del Partido Socialista afirmó que el abandono del Ministerio fue por voluntad propia.
En las elecciones de octubre de 2009 se postuló y fue elegida diputada por Montevideo. Integró en cuarto lugar la lista al senado por el Partido Socialista, cargo que ocupó hasta 2015. En julio de 2015 asume como Senadora de la República como suplente de Daniel Martínez, que asume como Intendente de Montevideo.
Falleció en Montevideo el 19 de noviembre de 2022.
| Predecesor: José Díaz | Ministra del Interior 2007 - 2009 | Sucesor: Jorge Bruni |